# 工藤外三郎
工藤 外三郎（くどう とさぶろう、1872年4月21日（明治5年3月14日） - 1932年（昭和7年）12月28日）は、明治から昭和時代初期の内科学者。京都府立医学専門学校校長。

## 経歴
京都出身。紀重孝の三男として生まれ、のち工藤則勝の養子となり、1903年（明治36年）3月、分家して一家を創立する。1898年（明治31年）東京帝国大学医科大学を卒業し、岐阜県立病院内科医長、京都市立日吉病院長などを経て、1906年（明治39年）から2年間ドイツに留学する。のち京都府立医学専門学校教諭を経て、1914年（大正3年）同校長に就任した。

## 親族
- 養父：工藤則勝（司法官、大審院検事）[1]